# İzmir Süper Amatör Lig
Die İzmir Süper Amatör Lig (kurz SAL) ist die höchste Fußball-Spielklasse der Provinz Izmir, Türkei. Sie wird von der İzmir Amatör Spor Kulüpleri Federasyonu (kurz İzmir ASKF), dem Amateur-Sportverband in Izmir, organisiert. Hierarchisch betrachtet ist die İzmir Süper Amatör Lig die sechsthöchste Liga in der Türkei.

## System
Es gibt eine Beyaz Grup (deutsch: Weiße Gruppe) und eine Kırmızı Grup (deutsch: Rote Gruppe), in jeder Gruppe spielen 13 Mannschaften. Es gibt eine Hin- und eine Rückrunde. Während die drei Letztplatzierten direkt in die İzmir 1. Amatör Lig absteigen, steigt der erste Platz direkt in die Bölgesel Amatör Lig, der höchsten Amateur-Liga des Landes, auf. Der zweite und dritte Platz nehmen an den Play-offs teil. In der dortigen Play-off-Liga spielen vier Mannschaften auf neutralem Boden je einmal gegeneinander, die ersten beiden Plätze steigen auf.

## Mannschaften in der Saison 2016/17

### Beyaz Grup
- Bornova 1881 Spor
- Bornova Belediyespor
- Ceyhan Altınyıldız Spor
- Denizspor
- Dikili Çandarlıgücü
- Doğanlarspor
- Foça Belediyespor
- Güzeltepespor
- Halilbeylispor
- İzmir Büyükşehir Belediyespor
- Kınık Belediyespor
- Özçamdibispor
- Poyracık Bilir Altayspor

### Kırmızı Grup
- Bayındırspor
- Çeşme Belediyespor
- Güraltayspor
- Güzelbahçe Belediyespor
- İşçievlerispor
- İzmirspor
- Kuruçeşmespor
- Narlıdere Belediyespor
- Sakin Şehir Seferihisarspor
- Selçuk Efes Belediyespor
- Torbalı Çaybaşıspor
- Torbalıspor
- Urla Gençlikspor